# 平野かよ子
平野 かよ子（ひらの かよこ、1948年 - ）は、日本の看護学者。社会福祉学博士。神奈川県出身。

## 来歴
聖路加看護大学卒業、立教大学大学院修士課程修了（社会学）、東洋大学大学院博士課程終了（社会福祉学）。聖路加国際病院看護師・保健師を経て、東京都東村山保健所保健師を経験。1992年から2008年まで、公衆衛生従事者の研修機関である国立公衆衛生院（2002年国立保健医療科学院に改組）公衆衛生看護部に勤務。2001年、日本保健師活動研究会（旧・日本公衆衛生看護研究会）会長に就任。これまでに聖路加看護大学講師、日本赤十字看護大学講師、東北大学大学院医学系研究科保健学専攻・教授を歴任。2013年から長崎県立大学参与・特命教授。

### 学歴
- 1972年 - 聖路加看護大学衛生看護学部衛生看護学科卒業[5]
- 1974年 - 立教大学大学院社会学研究科応用社会学専攻修士課程修了[3][5]
- 1994年 - 東洋大学大学院社会福祉学研究科社会福祉学専攻博士課程修了[1][5]

### 職歴
- 1978年（ - 1981年） - 聖路加看護大学講師[5]
- 1981年（ - 1988年） - 東京都東村山保健所保健師[4]
- 1988年（ - 1992年） - 日本赤十字看護大学講師[5]
- 1992年（ - 1994年） - 国立公衆衛生院室長[5]
- 1993年（ - 1999年） - 厚生省保健指導室長[4]
- 1999年（ - 2002年） - 国立公衆衛生院部長[5]
- 2002年（ - 2008年） - 国立保健医療科学院部長[4][5]
- 2008年（ - 2013年） - 東北大学大学院医学系研究科保健学専攻・[6]教授[4][7]
- 2013年 - 長崎県立大学参与・特命教授[4]

### 委員歴
- 1999年 - 日本アルコール関連問題学会理事[5]
- 2002年 - 財団法人日本公衆衛生協会評議員[7]
- 2003年 - 日本地域看護学会理事[5]
- 2003年 - 日本保健医療社会学会監事[5]
- 2006年 - ファイザーヘルスリサーチ振興財団研究選考委員会委員[7]
- 2006年 - 足立区地域保健福祉協議会副会長[7]
- 2006年 - 神奈川県生活習慣病対策委員会委員[7]
- 2010年 - 日本保健医療学会評議員[7]

### 学術受賞
- 2008年 - 日韓合同地域看護学会ポスター発表優秀賞[7][8]

## 主な著書
- 『セルフ・ヘルプグループによる回復』川島書店、1995年5月。ISBN 9784761005580。
- 『地域特性に応じた保健活動』ライフ・サイエンス・センター、2004年2月。ISBN 9784897810362。
- 『最新保健学講座 2』メヂカルフレンド社、2004年11月。ISBN 4839212767。
- 『最新保健学講座 5』（第3版）メヂカルフレンド社、2011年12月。ISBN 9784839221751。
- 『ナーシング・グラフィカ 7』メディカ出版、2004年10月。ISBN 9784840410991。
- 『ナーシング・グラフィカ 8』（第2版）メディカ出版、2009年1月。ISBN 9784840425292。
- 『健康と社会・生活』（第3版）メディカ出版、2013年1月。ISBN 9784840441179。

### 博士論文
- 『地域保健・福祉におけるセルフ・ヘルプグループの意義 : Alcoholics anonymousを例として』東洋大学、1994年3月。